# Achille Errani
Achille Errani (Faenza (Emília-Romanya), 20 d'agost de 1823 - Nova York, 6 de gener de 1897) va ser un tenor i mestre de cant italià naturalitzat nord-americà.
Errani fou alumne de N. Vaccai en el Conservatori de Milà, on va ser admès en 1840, cinc anys després va fer el seu debut al teatre municipal de Reggio Emilia en el paper de Lorenzo en una òpera de Gualtiero Sanelli. El 1859 va sortir d'Europa per anar l'Havana, cridat per l'empresari Max Maretzek. Va arribar a Nova York l'any següent, debutant al Winter Garden, i el 1861 va ser Alfredo a La traviata al costat de l'Patti. El 1863 va cantar a Mèxic i, després del final de la Guerra Civil dels Estats Units. Finalment es va instal·lar a Nova York on fou professor de cant. Entre els seus alumnes més famosos tingué: Minnie Hauk i Emma Abbott.